# تالار مشاهیر حسابداری
| تالار مشاهیر حسابداری دانشگاه ایالتی اوهایو دانشکده بازرگانی فیشر | تالار مشاهیر حسابداری دانشگاه ایالتی اوهایو دانشکده بازرگانی فیشر                                               |
| ----------------------------------------------------------------- | --- |
|                                                                   | |
| هدف                                                               | بزرگداشت مشاهیر حسابداری                                                                                        |
| بنیان‌گذاری                                                        | ۱۹۵۰ |
| شمار اعضا                                                         | ۹۲ حسابدار از آمریکا (۷۹ تن) و ۵ کشور دیگر (انگلستان، ۷ تن؛ کانادا، ۳تن؛ آفریقای جنوبی، ژاپن و استرالیا، یک تن) |
| فهرست اعضا                                                        | اینجا |
| مقر                                                               | دانشگاه ایالتی اوهایو · دانشکده بازرگانی فیشر · کلمبوس، اوهایو · ایالات متحده آمریکا                            |
| زبان رسمی                                                         | انگلیسی |
| وب‌گاه رسمی                                                        | http://fisher.osu.edu                                                                                           |

تالار مشاهیر حسابداری، در سال ۱۹۵۰ در دانشگاه ایالتی اوهایو، با هدف بزرگداشت حسابدارانی که از آغاز سده بیستم در پیشرفت حسابداری مشارکت بااهمیتی داشته‌اند، راه‌اندازی شده‌است. تا سال ۲۰۱۴، نود و دو (۹۲) حسابدار پیشرو از آمریکا (۷۹ تن) و ۵ کشور دیگر (انگلستان، ۷ تن؛ کانادا، ۳ تن؛ آفریقای جنوبی، ژاپن و استرالیا، یک تن) به عضویت در این تالار مفتخر شده‌اند.

## معرفی
هر چند گزینش در تالار مشاهیر حسابداری به منظور بزرگداشت افراد برگزیده انجام می‌شود، افزون بر آن، خدمات برجسته‌ای که در پیشرفت زمینه‌های گوناگون حسابداری سهم دارند نیز شناسانده می‌شوند. این خدمات عبارت‌اند از: پژوهش و نگارش در زمینه حسابداری، خدمات بااهمیت به سازمان‌های حرفه‌ای حسابداری، شهرت فراگیر به عنوان مقام مسئول در زمینه‌ای از حسابداری، کمک به پیشرفت آموزش حسابداری، و خدمات عمومی. هر عضو باید به جایگاه برجسته‌ای در حسابداری جهان دست یافته باشد که از ماهیت مشارکت‌های وی مورد قضاوت قرار گرفته باشد.

## روش گزینش اعضا
هیئت گزینش
گزینش اعضای تالار مشاهیر حسابداری توسط هیئتی انجام می‌شود که بیش از ۵۰ عضو دارد. اعضای این هیئت از حسابداران برجسته سه گروه زیر منصوب می‌شوند:
- حسابداران عمومی گواهی‌شده،
- استادان دانشگاه، و
- حسابداران صنعتی و دولتی.

هر یک از اعضاء مدت مشخصی را در این هیئت خدمت می‌کنند. از آغاز ۱۹۷۳، اعضای این هیئت بین‌المللی شدند. در هیئت کنونی افزون بر اعضای آمریکایی اعضایی از استرالیا، کانادا، انگلستان، ژاپن و مکزیک نیز حضور دارند.
مراحل گزینش
نامزدی و گزینش اعضای تالار مشاهیر حسابداری، توسط هیئت یادشده، به‌طور سالانه و از راه نامه‌نگاری در دو مرحله انجام می‌شود:
- در مرحله نخست، از هر یک از اعضای هیئت درخواست می‌شود یک حسابدار در قید حیات یا درگذشته را به عنوان نامزد پیشنهاد کنند. از میان نامزدهای پیشنهادی نام چهار نفر که بیش‌ترین آراء را به خود اختصاص داده‌اند به ترتیب حروف الفبا به عنوان نامزدهای پایانی اعلام می‌شوند. البته، اعضای هیئت علمی دانشگاه ایالتی اوهایو در زمان حیات واجد شرایط عضویت در تالار مشاهیر حسابداری نیستند.
- در مرحله پایانی، هر یک اعضای هیئت به یکی از این چهار نامزد رأی می‌دهند. نامزدی که بیش‌ترین آراء را دریافت کند به عنوان عضو جدید تالار مشاهیر حسابداری اعلام می‌شود. در مواردی که چند نامزد بیش‌ترین آراء را به‌طور یکسان دریافت کنند همه آنان به عضویت تالار پذیرفته می‌شوند.

## گواهی‌نامه عضویت
گواهی‌نامه برگزیده‌شدن در تالار مشاهیر حسابداری به سه شکل است:
1. گواهی‌نامه‌ای با سربرگ دانشگاه ایالتی اوهایو به امضای رئیس دانشگاه و نماینده هیئت گزینش که به هر فرد برگزیده - یا نماینده آن فرد در مواردی که فرد برگزیده درگذشته باشد - اعطاء می‌شود.
2. افزودن نام افراد برگزیده بر طومار تالار مشاهیر حسابداری،[۱] و
3. نمایش نگاره افراد برگزیده همراه با تقدیرنامه مؤید گزینش آنان، در سرسرای دانشکده بازرگانی فیشر، دانشگاه ایالتی اوهایو.

از ۱۹۹۵، به منظور بزرگداشت اعضای برجسته این تالار، نگاره یادشده در وب‌گاه دانشگاه ایالتی اوهایو نیز نمایش داده می‌شود. گواهی‌نامه عضویت در تالار مشاهیر حسابداری هم معمولاً در مجمع عمومی سالانه انجمن حسابداری آمریکا اهدا می‌شود.

## نگارخانه

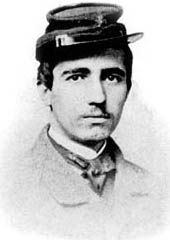
چارلز ایزرا اسپراگ (۱۹۵۳)
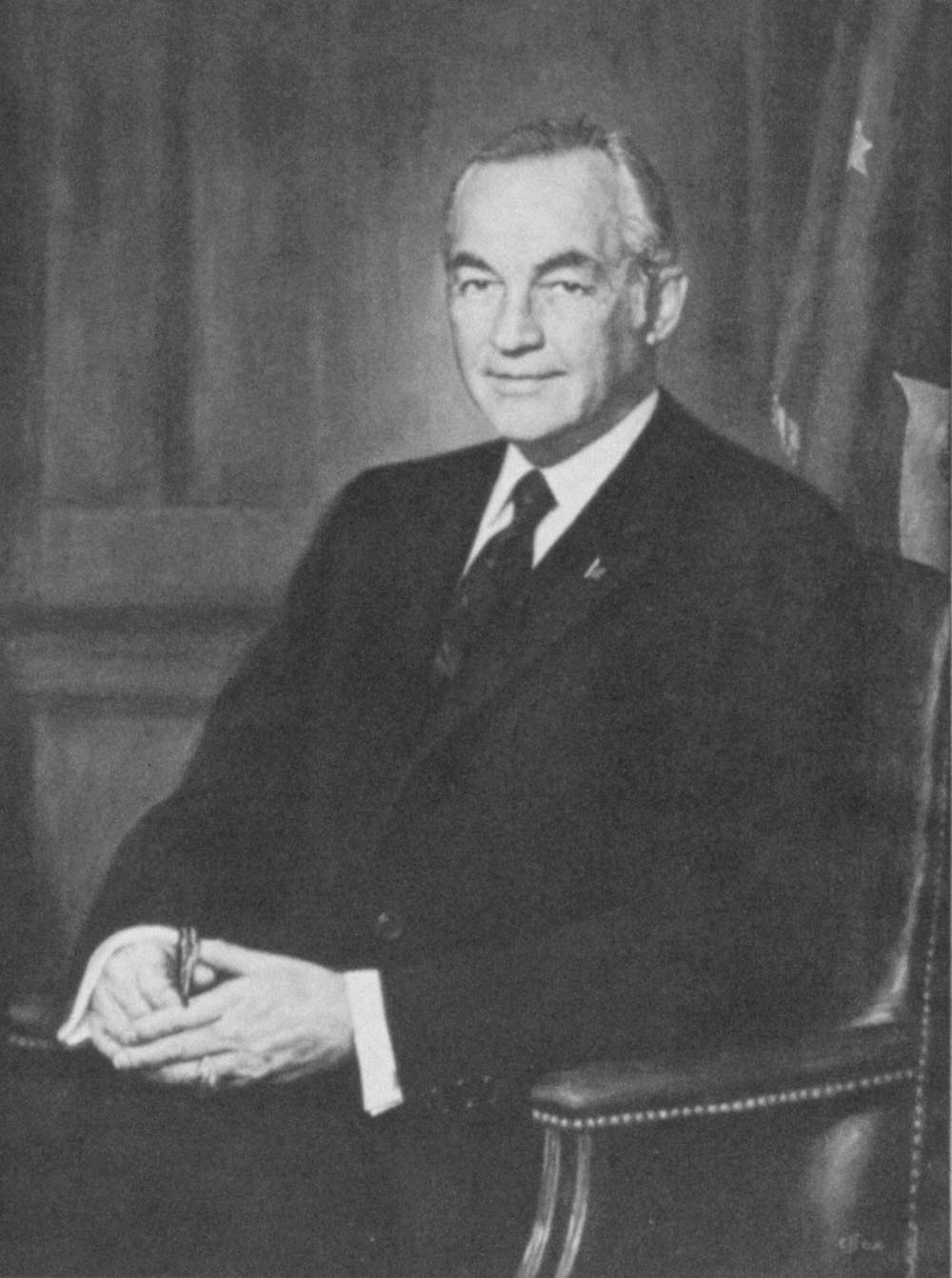
موریس هوبرت استنز (۱۹۶۰)
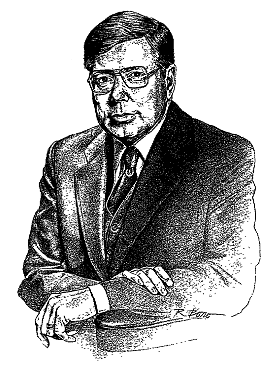
چارلز آرتور بوشر (۱۹۹۶)

## مجموعه کتاب‌های توماس جی. بورنس
این مجموعه کتاب‌ها در رابطه با تاریخ حسابداری از جمله انتشارات تالار مشاهیر حسابداری است. این مجموعه که با هم‌کاری گروه حسابداری و سامانه‌های اطلاعات مدیریت دانشکده بازرگانی فیشر دانشگاه ایالتی اوهایو منتشر شده‌است کارهای گردآوری‌شده اعضای برگزیده تالار مشاهیر حسابداری را نشان می‌دهد.

## هفت نکته در رابطه با تالار مشاهیر حسابداری
1. جورج اولیور می، رابرت هیستر مونت‌گمری، و ویلیام اندرو پیتون نخستین اعضای تالار مشاهیر حسابداری بودند که در ۱۹۵۰ به عضویت این تالار درآمدند. آبراهام جاکوب بریلف، و ویلیام رادلف کاینی نیز آخرین اعضای این تالار هستند که در ۲۰۱۴ برگزیده شدند.
2. طی ۶۴ سال گذشته به استثنای ۸ سال (۱۹۶۲، ۱۹۶۶، ۱۹۶۷، و ۱۹۶۹ تا ۱۹۷۳ آیین گزینش اعضای تالار مشاهیر حسابداری هر سال برگزار شده‌است.
3. در ۱۹۵۳، ۱۹۵۴، و ۲۰۰۰ هر چهار نامزد مرحله نخست به عنوان برگزیدگان پایانی برگزیده شدند. در ۳۴ سال نیز تنها یک نفر به عنوان برگزیده پایانی اعلام شد.
4. در میان ۹۲ عضو تالار مشاهیر حسابداری که تاکنون اعلام شده‌اند تنها نام یک زن (کاترین شیپر-۲۰۰۷) به چشم می‌خورد و به مدت ۵۶ سال (تا ۲۰۰۷) این تالار کاملاً مردانه بوده‌است.
5. از میان اعضای این تالار، ۷۹ تن (۸۶ درصد) از آمریکا و ۱۳ تن (۱۴ درصد) از ۵ کشور دیگر (انگلستان، ۷ تن؛ کانادا، ۳ تن؛ آفریقای جنوبی، ژاپن و استرالیا یک تن) هستند.
6. هوارد ایروین روز از کانادا نخستین تبعه غیر آمریکایی بود که در ۱۹۷۷ به عضویت تالار مشاهیر حسابداری درآمد. سر هنری الکساندر بنسون از آفریقای جنوبی نیز نخستین تبعه از بیرون قاره آمریکا بود که در ۱۹۸۴ به عضویت این تالار برگزیده شد. یوجی ایجیری ژاپنی نیز نخستین و تنها آسیایی‌تبار است که در ۱۹۸۹ به عضویت تالار مشاهیر حسابداری درآمد.
7. در میان ۹۲ عضو این تالار، ۷۴ تن (۸۰ درصد) در زمان حیات و ۱۸ تن (۲۰ درصد) پس از درگذشت به عضویت این تالار درآمدند. از میان گروه دوم، چارلز والدو هاسکینز که در ۲۰۰۰ حدود ۹۷ سال پس از مرگ خود به عضویت این تالار برگزیده شد جالب توجه است.